# ももぞの薫
ももぞの 薫（ももぞの かおる）は日本の女性声優。主にアダルトゲームに声をあてている。

## 出演
太字は主役・メインキャラクター。

### アダルトゲーム
2009年
- 甘い生活（原口 由紀）
- VenusBlood -DESIRE-（エリード、フェレス）
- エルフの双子姫 ウィランとアルスラ「私はどうなってもいいから、お姉様には手を出さないで……!」（ケイラ・カーディクソン、シュヴェルトライテ）
- 大阪CRISIS 〜姦楽街開発プロジェクト〜（三条 夕璃）
- 教育指導（御堂 恵利子）
- 巨乳ファンタジー（エメラリア）
- ジェイルブレイク（栢山 五十鈴）
- 詩篇II 〜再誕のカタストロフ〜（イルマ・イェーガー）
- それでもオレはやってやる! vol.2（高梨 麗子）
- 黄昏に煌く銀の繰眼（津田 玲）
- 変態性癖強制催眠 〜夢の中だけじゃ満足できないの〜（小日向 可憐）
- 茉莉子さん家の性事情 〜伯母さんは僕のモノ〜（韮沢 秋音）
- 乱れて交わる俺と姫（カノン・トリガー）
- 麗辱の館 〜淫縁五姉妹汁姦記〜（城ノ内 燕）

2010年
- 遠望のフェルシス Horizon of the earth and sky（アリューシャ・クーバー、フェルシナ、エミリア、ヴァリアント・クイーン）
- お嫁さん候補があらわれた! コマンドは?（涼乃 あやか）
- 霧谷伯爵家の六姉妹（霧谷 澄美）
- ゴニン!? 〜ピタリと的中! 強制占い♪〜（神月 すみれ）
- 最終痴漢電車3（氷室 奏）
- 小公女シャルロット「ご主人様の処女人形」（マティルダ・メアリ・カーネル、グレイス）
- ズブ濡れの義姉 香澄「私の水着にそんな汚いもの、染み込ませないで!」（伍藤 香澄）
- 絶望師（愛沢 あをい）
- 戦国魔姦（長曾我部 元親）
- 超時空爆恋物語 〜door☆pi☆chu〜（北条 織姫）
- 母乳が染み出る愛娘・愛美「お父さん、私のミルクたくさん搾って欲しいの……」（木之下 由香里）
- 魔王の淫具（星埜 美麗）
- まじょ☆プリ 〜アナタの精液、ぜんぶ搾り取ってあげちゃう（真宮 芹香）
- LILITH-IZM05 〜大量射精編〜（草薙 美咲）

2011年
- 淫欲セレブ妻2 〜恥辱制裁〜（財前 くらら）
- 監獄戦艦2 〜要塞都市の洗脳改造〜（アリシア・ビューストレーム）
- 規制不可 〜俺は実在しないので、ナニをヤッても許される〜（松原 佳苗）
- 巨乳ファンタジー外伝（エメラリア）
- 禁親相愛 〜母に恋した僕〜（居綱 佳音）
- 三射面談 〜連鎖する恥辱・調教の学園〜（上条 美冬）
- ジンコウガクエン（武）
- 戦極姫3〜天下を切り裂く光と影〜（足利 義輝）
- それでも妻を愛してる（本田 ななみ）
- 対魔忍ユキカゼ（水城不知火）
- 懲罰指導 〜学園令嬢更性計画〜（金ヶ崎 志摩）
- LILITH-IZM06 〜デジアニメwithリリー&リリア外伝〜（アリシア・ビューストレーム）
- 禁断の病棟 〜特殊精神科医 遊佐惣介の診察記録〜（潮見 あずみ）
- 魔法少女アルテリオン 〜愛悦に溺れる姉弟〜（神尾 ヒカリ）
- ワケあり!（高野 京子）
- 突発性ミルク娘 千夏「もう、パパのせいでいっぱいでちゃうぅ!」（古峰 春菜）

2009年
- えれくと!（篠原 香津美）
- 戦極姫4〜争覇百計、花守る誓い〜（足利 義輝）
- ぜったい猟域☆セックス・ロワイアル!! 〜無人島犯し合いバトル〜（氷室 梗子）
- 操心術∞（綾河樹）
- 闇姫煉辱 〜終わらない正欺の鉄槌〜（ナーガラージャ）
- 団地妻となう。（森小路 桜子）
- 沈黙の女学園 〜阿鼻叫喚の肉欲の宴は終わりを見せるのか〜（六条 沙耶子）
- 寝取られの学園 〜輪廻るサクリファイス〜（相沢 百代）
- ベロちゅー!〜コスプレメイドをエロメロしちゃう魔法の舌戯〜（氷上 裕梨愛）
- 僕の目の前で××される彼女（日向 紗英奈）
- マリッジブルー「婚約者が いるのに、どうしてこんな男に……」（黒田 幸、浅尾 美里）

2011年
- 姫騎士オリヴィア 〜へ、変態、この変態男!少しは恥を知りなさい!〜（テレサ・ケルトゥーラ）
- 懲罰指導 ～学園令嬢更性計画～（金ヶ崎 志摩）
- 巨乳ファンタジー外伝（エメラリア）
- 三射面談 ～連鎖する恥辱・調教の学園～（上条 美冬）
- マジカル・シューター ルナ ～銃と触手とスク水と～（ミサ）
- それでも妻を愛してる（本田 ななみ）
- 規制不可 ～俺は実在しないので、ナニをヤッても許される～（松原 佳苗）
- 淫欲セレブ妻2 ～恥辱制裁～（財前 くらら）
- 禁親相愛 ～母に恋した僕～（居綱 佳音）
- ジンコウガクエン（武）
- 戦極姫3 ～天下を切り裂く光と影～（足利 義輝）
- 禁断の病棟 特殊精神科医 遊佐惣介の診察記録（潮見 あずみ）
- 魔法少女ミラクル☆ユイット ～ダメ!お兄ちゃん見ないで～（祠堂 セリナ）
- 対魔忍ユキカゼ（水城 不知火）
- 大阪CRISIS ～COMEBACK & COMES A NEW HEROINE～（三条 夕璃）
- 憧れのお姉さんを、婚約者から寝取る方法（秋月 茜）
- ワケあり!（高野 京子）
- 突発性ミルク娘 千夏 「もう、パパのせいでいっぱいでちゃうぅ!」（古峰 春菜）

2012年
- くびわ学級 ボクは幼なじみ様のしもべです（島 優太）
- 団地妻となう。（森小路 桜子）
- マリッジブルー『婚約者がいるのに、どうしてこんな男に……』（黒田 幸、浅尾 美里）
- ぜったい猟域☆セックス・ロワイアル!! ～無人島犯し合いバトル～（氷室 梗子）
- 接触洗脳倶樂部（梢 真梨香）
- デモニオン ～魔王の地下要塞～（ヴァネッサ＝クロムウェル）
- ベロちゅー! ～コスプレメイドをエロメロしちゃう魔法の舌戯～（氷上 裕梨愛）
- カーラ The Blood Lord（カーラ・クロムウェル）
- ××な彼女のつくりかた2（二階堂 優）
- すぽコン! ～SPORTS WEAR-COMPLEX～（篠原 香津美）
- ナンパ生ハメ 中出し万歳5（押本 優衣）
- かがち様お慰め奉ります- Dark night at NTR village -（富蔵 彩花）
- 闇姫煉辱 ～終わらない正欺の鉄槌～（ナーガラージャ）
- 僕の目の前で××される彼女（日向 紗英奈）
- 寝取られの学園 ～輪廻るサクリファイス～（相沢 百代）
- テラべっぴん（神楽 京香）
- 奥様は元ヤリマン -Besluted-（奥寺 杏奈）
- 戦極姫4 ～争覇百計、花守る誓い～（足利義輝）
- 百機夜行（鈴木 千春、古川 静枝、ラメル）
- 誘惑女教師 ～熟れた蜜の味～（松坂 千波美）
- 沈黙の女学園 ～阿鼻叫喚の肉欲の宴は終わりを見せるのか～（六条 沙耶子）

2013年
- GEARS of DRAGOON〜迷宮のウロボロス〜（カウラ・アハメス）
- 魔法少女はキスして変身る 〜相手が彼以外の人だなんて……〜（刃原犠氷雨）
- 聖エステラ学院の七人の魔女（城之園 杏理）
- 息子の友達に堕とされて ～あぁ…私、一人の女に戻ります～（大塚 仁美）
- 嫁盗リカゾク 痴ラヌハ亭主バカリナリ（鶴来 さくら）
- 電車内でなう。（方波見 麻夜）
- 聖娼女 ～性奴育成学園～（成瀬 小夜子）
- あおぞらストライプ（刑部 真尋、鶴野 理恵子）
- 巨乳家族催眠「家族なんだから、セックスするのは当たり前よね……」（日野原 春珂）
- 催眠演舞（富川 彩雲、ダンス部員1）
- 監獄戦艦2 ～要塞都市の洗脳改造～ 完全版（アリシア・ビューストレーム）
- 巨乳ファンタジー外伝2（エメラリア）
- 監獄戦艦 PREMIUM BOX（アリシア・ビューストレーム）
- VenusBlood -GAIA-（麻鳥 シグレ）
- アヘ顔アクメ中毒 －人体改造で狂ってイク私を見ないで－（乾 智香）
- 戦極姫5 ～戦禍断つ覇王の系譜～（相良義陽、足利義輝）
- 肉牝R30 ～肉欲に堕ちた牝たち～（手代木 由利子）
- メイド超狂イク ～服従母娘、孤島の館での淫虐調教～（柴垣 明優）

2014年
- 対魔忍アサギ 決戦アリーナ（水城不知火、ミリア・クレメンティーナ）
- リベンジルーム ～受胎を強要される地下室～（シュリ）
- 学園で時間よ止まれ（小牧 恵）
- 神待ち少女はもう帰れない ～言うとおりにしますから、神様もうお家へ帰して……（河本 信保）
- デモニオンII ～魔王と三人の女王～（オルフィス・ノーフォーン）
- メイクMeラバー（カホ・アマルティ）
- 染脳術2（藤原 穂乃香）
- 奪 ～人の妻、売ります～（永井 麻美）
- 巨乳ファンタジー2 if（ソブリナ）
- VenusBlood -HYPNO-（カルヴィア・クルルセヴニ、サツキ、ナズナ）
- 螺旋遡行のディストピア -The infinite set of alternative version-（姫城 蘭）
- 発情スイッチ ～美姉妹が催眠術に堕ちた先～（剛司 咲良）
- えろまんが! Hもマンガもステップアップ♪（柏木 紅緒）
- ペロペロサイミン 裸王伝4 ～催眠神拳伝承者の道～（三橋 あおい）
- 淫操催眠看護師（七森 弥生）

2015年
- アヤカシ散華（羽柴 蓮）
- 対魔忍アサギ 決戦アリーナ（水城不知火）
- 対魔忍ユキカゼ2（水城不知火）
- お母さんの甘々タイム ～プールサイドでナンパレッスン～（ママ）
- 巨乳くのいち・朱雀 ～触手・潮吹き責め～（御咲 珠茂）
- 教育指導 インモラルエディション（御堂 恵利子）
- ウルスラグナ ～征戦のデュエリスト～（イクス＝ジール）
- ふたなりエルフ快楽調教 だめっ♥でるううぅっ♥これ以上出したくないいいぃぃ♥（ベルゼ）
- 妖神鎮め 少女の決断、御子の決意（北別府 柚子）
- 操心術外伝 ～綾河博士のHENTAI事件簿～（山里 秋穂）
- 巨乳ファンタジー デジタルノベライズ版（エメラリア）
- カスタムメイド3D2（メイド秘書）
- 爆乳女将 ～癒され人妻孕ませの湯～（木成 鴇絵）
- Sexyビーチ プレミアムリゾート（藤堂 静音）
- 爆乳女将 拡張パック 濃いめ（木成 鴇絵）
- ペンペンペナルティー ～箱入り娘たちをHにオシオキ!!～（尼子 葵）
- Love and Peace（白薔薇の騎士、星川 愛佳）
- いつまでも息子のままじゃいられない! 2 ～巨乳教師の母さんに家でも学園でも甘えたい! ああっ、いいよ母さんっ! はぁはぁ、すごく昂奮するっ!～（城ヶ崎 冴子）

2016年
- GEARS of DRAGOON 2 ～黎明のフラグメンツ～（ヴァネッサ・アンブローン、ウロくん）
- てにおはっ! 2 ～ねぇ、もっとえっちなコトいっぱいしよ?～（高井 彩寧）
- 借り妻 －今夜、兄嫁と寝ます－（緒嶋 朱美）
- お姉ちゃんハンターズ! 僕たちを興奮させるお姉ちゃんが悪いんだ! 常夏ビーチ編（藤田 渚）
- 淫行ハメ録りコレクション ～優等生・黒崎綾乃の変態ハメ録り動画～（黒崎 綾乃）
- 童貞男子とビチ子ちゃん ～秘蜜のハメパコ課外授業～（藤森 麻耶）
- ハニーセレクト（大雑把）
- 修羅の痴漢道（常磐 桐香）
- Bitch Maniax ～ビッチな娘たちのぱこぱこコレクション♪～（黒崎 綾乃）
- 俺とお母さんの孕ませスキンシップ（母）
- 三射面談 ～連鎖する恥辱・調教の学園～ インモラルエディション（上条 美冬）
- VenusBlood -RAGNAROK-（ロキ、ユミル）
- 巨乳大家族催眠「家族みんなでイキまくるセックスがやめられないのぉ」（日野原 春珂）

2017年
- 無敵の孕ませオナホ姫騎士団 ～くっころメスがチートスキルで即堕ち♪エロ酷ハメでアヘ忠誠を尽くされるロイヤルハーレム城性活～（エマ）
- 催眠学園3年生
- カスタムメイド3D2 キャラクターパック M心を刺激する、ドS女王様（ M心を刺激する、ドS女王様）
- サイミンアプリ -悪夢の寝取られゲーム-（若島 美由紀）
- 魔法少女フェアリーフラワー ～正義の心を巨根で挫け! エロ酷いことし放題! 孕ませオナホな最強ヒロイン達の絶対忠誠ハーレム♪～（女王ベアトリクス）
- VenusBlood -BRAVE-（イザベラ、フェリス）
- 催眠学園2年生（八部 夏海）
- 巨乳ファンタジー3if（アテナ）
- 色情教団（伊月 志摩）

2018年
- Love×Holic ～魅惑の乙女と白濁カンケイ～（アヴリル＝バークレイ）
- 催眠学園1年生
- コイカツ! -性格追加パック-（勝ち気）
- Erewhon（マサ）
- サイミンアプリ Another -終わらない寝取られゲーム-(若島 美由紀）
- てにおはっ! 2 リミットオーバー ～まだまだいっぱい、エッチしよ?～（高井 彩寧）
- VenusBlood:Lagoon（ファフネル＝フラグランド）

2019年
- ギルドマスター（デネーティア）
- デカ乳ムチ尻BBA騎士団 ～歴戦の女騎士も巨根には勝てない! 爆乳爆尻牝にエロ酷いことし放題の絶対忠誠ハーレム♪～（シーラ）
- 刃撫魅! ～アタシが産みなおしてやんよ!～（京極 紅愛）
- 孕らフレ ～即堕ちベタ惚れな孕ませオナホセフレたちとサルみたいにヤりまくる学園ハーレム性活～（さあや）
- DEAD DAYS（ジプシーQ）
- えろまんが! Hもマンガもステップアップ♪ HDリマスター（柏木 紅緒）
- 対魔忍ユキカゼ2 Animation（水城 不知火）
- 種付けおじさん異世界へ ～孕ませ士種蒔権蔵、エルフの里へ流れ着く編～（イレーナ）
- カオスドミナス（ヴェロニカ）

2020年
- 催眠逆襲 ～どうぞ私たちを好きにしてください～（英 玲衣子）
- 絶対女帝都市 ～叛逆の男・カムイ～（ベランジェール）
- 母ちゃんの友達にシコってるところ見られた。（篠田 ありさ）
- 創神のアルスマグナ（灰かぶり姫）
- 孕ませオナホ退魔剣士学園 ～巨根劣等生がエロ魔術で最強の爆乳牝たちを堕して肉便器ハーレムチームを作る!～（橘 香澄）
- 極限痴漢特異点（楠見 蓮花）
- Mama×Holic ～魅惑のママと甘々カンケイ～（アヴリル＝バークレイ）
- 憧れの女上司が深夜のオフィスでオナってるところを見てから始まる秘密の関係。（篠田 ありさ）

2021年
- 友達のギャルゲーみたいな義家族を貪り寝取って孕ませた（麻耶）
- 極限痴漢特異点2 痴漢の証明（建部 祇京）
- コイカツ！サンシャイン（勝ち気）

2022年
- 南国プリズン 〜漂流した無人島が子作りしないと出られない島だった件〜（苗代 初穂）
- サキュバス種付けパーク ～人間を餌にする淫魔たちをわからせて孕ませオナホアトラクションにして遊びまくる～（瑠美）
- 異世界の王国丸ごと俺の孕ませオナホハーレム! （マリオン）
- 深淵のラビリントス （ユースティティア）
- 搾精病棟〜邪悪なるお局ナースが潜む病院で調教生活〜（オオツカ）
- 搾精病棟〜凶悪なる看護師長が支配する病院の深淵へ潜入捜査〜（オオツカ）

2023年
- JINKI -Unlimited-（メルJ・ヴァネット）
- 極限痴漢特異点3 千年の劣情（真浜 摩由璃）
- エルフェンキング（ミュース）
- ROOMガール PARADISE（店員タイプA）
- VenusBlood GAIA International（麻鳥 シグレ、アンリエッタ）

2024年
- 友達の巨乳ママは全部オレのモノ!友母寝取り孕ませハーレム（咲亜矢）

2025年
- 覇王戦姫 来夢（メリィ・メィリィ）
- 最強のおっぱいパーティーを作って孕ませハーレム冒険性活（セレーネ）

2024年
- PurexHolic〜純潔乙女と婚姻カンケイ!?〜（アヴリル＝バークレイ）

2025年
- 巨乳ファンタジー5 〜王子リーン〜（ネフィリア）
- Venus Blood VALKYRIE（ウートガルザ、ミスト）
- 巨乳な友達の母を若い巨チンで寝取って孕ませハーレムを作る話（桜子）

### コンシューマーゲーム
- JINKI -Infinity-（メルJ・ヴァネット）

### OVA
- 霧谷伯爵家の六姉妹（霧谷 澄美）
- それでも妻を愛してる（本田 ななみ）
- 本当にあった 女子○生 いけない秘密のアルバイト 明日香（明日香）
- 厳格クールな先生がアヘボテオチ![30]
- 搾精病棟 THE ANIMATION 〜タチバナ編〜（2021年、オオツカ[31]）
  - 搾精病棟 THE ANIMATION 第2巻 ～クロカワ編～（2022年、オオツカ[32]）
  - 搾精病棟 THE ANIMATION 第3巻 ～ヤマグチ編～（2022年、オオツカ[33]）